# DJ Quik
David Marvin Blake (Compton California, Estados Unidos; 18 de enero de 1970), más conocido por su nombre artístico DJ Quik, es un rapero, compositor, DJ y productor estadounidense de música hip hop. Es considerado uno de los productores más importantes y respetados del Hip-Hop. .

## Discografía
- 1991: Quik Is the Name
- 1992: Way 2 Fonky
- 1995: Safe + Sound
- 1998: Rhythm-al-ism
- 2000: Balance & Options
- 2002: Under tha Influence
- 2005: Trauma
- 2011: The Book of David
- 2014: The Midnight Life